# Huihuixtla
Huihuixtla är en ort i Mexiko.   Den ligger i kommunen Soledad de Doblado och delstaten Veracruz, i den sydöstra delen av landet, 280 km öster om huvudstaden Mexico City. Huihuixtla ligger 56 meter över havet och antalet invånare är 170.
Terrängen runt Huihuixtla är huvudsakligen platt, men västerut är den kuperad. Runt Huihuixtla är det ganska tätbefolkat, med 104 invånare per kvadratkilometer. Närmaste större samhälle är Soledad de Doblado, 9,3 km söder om Huihuixtla. Omgivningarna runt Huihuixtla är en mosaik av jordbruksmark och naturlig växtlighet.